# Windsor (Észak-Karolina)
Windsor település az Amerikai Egyesült Államok Észak-Karolina államában, Bertie megyében, melynek megyeszékhelye is. Lakosainak száma 3582 fő (2020. április 1.).

## Népesség
A település népességének változása:

| 2010 | 3 630 |
| 2020 | 3 582 |